# أنتونيو سيمويس
أنتونيو سيمويس (بالبرتغالية: António Simões) مواليد 14 ديسمبر 1943 في البرتغال، هو لاعب كرة قدم برتغالي سابق كان يلعب كلاعب وسط. سبق له أن لعب في كأس العالم لكرة القدم مع منتخب بلاده. لعب خلال مسيرته 429 مباراة سجل خلالها 60 هدفاً.

## مرحلة الشباب

### أندية لعب لها
- نادي بنفيكا

## المسيرة الاحترافية

### أندية لعب لها
- نادي بنفيكا
- إشتوريل برايا

## روابط خارجية
- أنتونيو سيمويس على موقع الاتحاد الدولي (مؤرشف)  (الإنجليزية)
- أنتونيو سيمويس على موقع الاتحاد الأوربي (الإنجليزية)
- أنتونيو سيمويس على موقع قاعدة بيانات كرة القدم.إي يو (الإنجليزية)
- أنتونيو سيمويس على موقع بيانات كرة القدم. دي إي (الألمانية)
- أنتونيو سيمويس على موقع ناشيونال فوتبول تيمز (الإنجليزية)
- أنتونيو سيمويس على موقع Soccerway.com (الإنجليزية)
- أنتونيو سيمويس على موقع عالم كرة القدم.نت (الإنجليزية)